# Katafalk
Katafalk (ital. catafalco, af catare 'skue' og palcho, 'bjælke', egl.: 'beskuelsesværdigt stillads' eller bjælkeværk) er en kunstnerisk udstyret forhøjning – undertiden forsynet med en overbygning eller himmel – der især tidligere og for højere eller højtstående personer har været brugt i kirker i forbindelse med begravelsesceremonier.
På katafalken satte man kisten med det deri hvilende, gerne balsamerede lig på et 'smertens leje', castrum doloris, som midtpunkt i de kirkelige ceremonier der hørte med til bisættelsen. Efter afslutningen af højtidelighederne blev katafalken igen fjernet fra kirken. Særlig i Renæssancen blev der udvist stor opfindsomhed ved udstyrelsen af katafalker.
Større gravminder har i Renæssancen undertiden i det væsentlige form af katafalk, således Cornelis Floris' mindesmærke over Christian 3. i Roskilde Domkirke fra 1579, hvor man ser kongen hvile på "lit de parade", klædt i fuld rustning under en himmel der bæres af seks søjler.
Frederik 2.s monument fra 1598 af Gert van Egen er – som en efterligning af Floris' – ligeledes i form af en katafalk. Katafalk anvendes ikke så hyppigt som tidligere. Man nøjes nu gerne med et med sort klæde bedækket fodstykke, hvorpå kisten sættes under den kirkelige højtidelighed og sørgegudstjenesten til minde om den afdøde.
Ved bisættelsen af kongelige eller andre højtstående personer anvendes endnu egentlig katafalk.
Som eksempler på storartede katafalker kan nævnes den der opførtes ved Michelangelos begravelse i Firenze, som blandt andet var rigt smykket med billedhuggerarbejde, og fra nyere tid katafalken i Palais Bourbon ved Gambettas begravelse 6. januar 1883 og katafalken under Triumfbuen, l’Arc de triomphe de l'Étoile, i Paris ved Victor Hugos begravelse 1885.
Udtrykket katafalk bruges også om moderne katafalker,eventuelt udformet som vogne, der bruges af f.eks. gravere og bedemænd i forbindelse med begravelse.

## Galleri
| - En katafalk klar til brug, Église Saint-Goulven de Goulien i Frankrig - Katafalk og castrum doloris under Triumfbuen ved begravelsen af Victor Hugo maj 1885 - Foto fra begravelsesceremoni for Heinrich Conried (1855-1909), direktør for Metropolitan Opera House, New York City |

| - Danmark - Cornelis Floris: Herlufsholm Kirke i Danmark. Gravkor, sarkofag for Herluf Trolle og Birgitte Gøye - Gert van Egen: Monumentet over kong Frederik 2. og dronning Sophie i Roskilde domkirke, 1598 - Nicolas-Henri Jardin: Tegning af "Høystsalige Konge Friderich den Femte ...", dvs. Frederik 5.'s castrum doloris i Christiansborg Slotskirke i marts 1766. |

| - Napoleons aske føres fra St. Helena til Paris 1840 - Napoleons katafalkskib, 1840 - Napoleons katafalk, 1840, bogillustration (Asken føres til Paris) |

| - Moderne katafalk - Katafalk/kistevogn i kirkegårdskapel i Tyskland |

## Eksterne henvsninger
- Wikimedia Commons har flere filer relateret til Katafalk
- "Katafalk" i Ordnet.dk, der antyder forbindelse til en rod med betydningen 'spant i et skib'
- "Katafalk" af Hans Jørgen Frederiksen i Den Store Danske